# Albanian American Civic League
Die Albanian American Civic League (AACL, albanisch: Lidhja Qytetare Shqiptaro-Amerikane) ist die einzige albanisch-amerikanische Lobby-Gruppe in Washington, die die Anliegen und Interessen der albanischen Immigranten in den Vereinigten Staaten und auf dem Balkan vertritt.
Der Verein wurde im Januar 1989 vom ehemaligen Kongressabgeordneten Joseph J. DioGuardi und einer Gruppe von albanischen Amerikanern gegründet. Dieser ist auch ihr Präsident. Seither arbeitet sie im Bemühen, die amerikanische Außenpolitik auf dem Balkan zu beeinflussen. Ein großes Ziel wurde durch die Unabhängigkeitserklärung des Kosovos im Jahre 2008 erreicht.